# Zeuzera pyrina pyrina
Zeuzera pyrina pyrina é uma subespécie de insetos lepidópteros, mais especificamente de traças, pertencente à família Cossidae.
A autoridade científica da subespécie é Linnaeus, tendo sido descrita no ano de 1761.
Trata-se de uma subespécie presente no território português.